# Nazarín
Nazarín is een Mexicaanse dramafilm uit 1959 onder regie van Luis Buñuel. Het scenario is gebaseerd op de gelijknamige roman uit 1895 van de Spaanse auteur Benito Pérez Galdós.

## Verhaal
Nazarín tracht te leven volgens de christelijke leer. Hij wordt gehaat door zijn omgeving. Alleen een plaatselijke prostituee toont begrip.

## Rolverdeling
| Acteur                | Personage       |
| --------------------- | --------------- |
| Marga López           | Beatriz         |
| Francisco Rabal       | Vader Nazario   |
| Rita Macedo           | Andara          |
| Ignacio López Tarso   | Dief in de kerk |
| Ofelia Guilmáin       | Chanfa          |
| Luis Aceves Castañeda | Parricide       |
| Noé Murayama          | Pinto           |
| Rosenda Monteros      | Prieta          |
| Jesús Fernández       | Ujo             |
| Ada Carrasco          | Josefa          |
| Aurora Molina         | La Carmela      |
| David Reynoso         | Juan            |